# Magie: Colecția definitivă de povestiri fantastice
Magie: Colecția definitivă de povestiri fantastice (1996) (titlu original Magic: The Final Fantasy Collection) este o culegere de povestiri și eseuri scrise de Isaac Asimov - toate aparținând genului (sau referindu-se la genul) fantasy - lansată după moartea autorului.

## Conținut

### Partea I: Povestirile fantastice finale
- Sănătate (To Your Health)

Isaac Asimov's Science Fiction Magazine, august 1989
- Criticul de la gura sobei (The Critic on the Hearth)

Asimov's Science Fiction, noiembrie 1992
- Doar o slujbă (It's a Job)

Isaac Asimov's Science Fiction Magazine, decembrie 1991
- E frig afară, dragă (Baby, It's Cold Outside)

Isaac Asimov's Science Fiction Magazine, iunie 1991
- Călătorul în timp (The Time Traveller)

Isaac Asimov's Science Fiction Magazine, noiembrie 1990
- Un ocărâtor este vinul (Wine Is a Mocker)

Isaac Asimov's Science Fiction Magazine, iulie 1990
- Savantul nebun (The Mad Scientist)

Analog Science Fiction and Fact, iulie 1989
- Povestea celor trei prinți (The Fable of the Three Princes)

Spaceships and Spells, 1987
- În marș să înfruntăm dușmanul (March Against the Foe)

Asimov's Science Fiction, aprilie 1994
- Spre nord-vest (Northwestward)

The Further Adventures of Batman, iulie 1989
- Prinț Încântător și dragonul care nu scotea flăcări (Prince Delightful and the Flameless Dragon)

Once Upon a Time: A Treasury of Modern Fairy Tales, noiembrie 1991

### Partea a II-a: Despre fantezie
- Magia (Magic)

Isaac Asimov's Science Fiction Magazine, martie 1985
- "Vrăjitorie și spadă" (Sword and Sorcery)

Isaac Asimov's Science Fiction Magazine, ianuarie 1985
- În legătură cu Tolkien (Concerning Tolkien)

Isaac's Universe, Volume Two: Phases in Chaos, iulie 1991
- În vremuri de demult (In Days of Old) - 1985
- Uriașii de pe pământ (Giants in the Earth) - 1985
- Când a devenit fantezia fantezie (When Fantasy Became Fantasy) - 1982
- Criticul reticent (The Reluctant Critic)

Isaac Asimov's Science Fiction Magazine, noiembrie-decembrie 1978
- Inorogul (The Unicorn)

Isaac Asimov's Science Fiction Magazine, decembrie 1986
- Necunoscut (Unknown)

Isaac Asimov's Science Fiction Magazine, octombrie 1987
- Călătorii extraordinare (Extraordinary Voyages)

'Isaac Asimov's Science Fiction Magazine, martie-aprilie 1978
- Basmele cu zâne (Fairy Tales)

Isaac Asimov's Science Fiction Magazine, octombrie 1985
- Dragă Judy-Lynn (Dear Judy-Lynn)

Locus, nr. 303, april 1986
- Fantezia (Fantasy)

Isaac Asimov's Science Fiction Magazine, februarie 1984

### Partea a III-a: Dincolo de fantezie
- Cititul și scrisul (Reading and Writing) - 1990
- Răspunsul corect (The Right Answer) - 1996
- Ignoranța în America (Ignorance in America) - 1989
- Bate-n plastic! (Knock Plastic!)

The Magazine of Fantasy and Science Fiction, noiembrie 1967
- Pierdut prin netraducere (Lost in Non-Translation)

The Magazine of Fantasy and Science Fiction, martie 1972
- Uitați-vă lung la maimuță (Look Long Upon a Monkey)

The Magazine of Fantasy and Science Fiction, septembrie 1974
- Cu gândul la gândire (Thinking about Thinking)

The Magazine of Fantasy and Science Fiction, ianuarie 1975

## Descriere

### Partea I: Povestirile fantastice finale
Conține povestiri fantazy, opt dintre ele aparținând seriei Azazel, iar una seriei Black Widowers

### Partea a II-a: Despre fantezie
Aici sunt cuprinse părerile lui Asimov despre diferitele aspecte ale genului fantasy: despre Tolkien, despre modul în care cunoștințele științifice se aplică basmelor tradiționale (inclusiv calculul vitezei Cizmelor de Șapte Poște), despre originea și caracteristicile genului.

### Partea a III-a: Dincolo de fantezie
A treia și ultima secțiune conține eseuri care nu au neapărat legătură cu genul fantasy, pornind de la ignoranța în America și ajungând la traducerea textelor antice din diferite limbi.